# Lège-Cap-Ferret

Lège-Cap-Ferret este o comună în departamentul Gironde din sud-vestul Franței. În 2009 avea o populație de 7.527 de locuitori.

## Evoluția populației
| An        | 1975  | 1982  | 1990  | 1999  | 2006  | 2009  |
| --------- | ----- | ----- | ----- | ----- | ----- | ----- |
| Populație | 4.318 | 4.981 | 5.564 | 6.307 | 7.193 | 7.527 |